# Phare du canal de Lubec
Le phare du canal de Lubec (en anglais : Lubec Channel Light) est un phare actif situé dans le chenal de Lubec, avant l'embouchure du fleuve Sainte-Croix, dans le Comté de Washington (État du Maine).
Il est inscrit au Registre national des lieux historiques depuis le 14 mars 1988 .

## Histoire
La ville de Lubec est située dans l'extrême est du Maine, à la frontière de l'île Campobello. Le fleuve Sainte-Croix passe entre les deux, qui sont reliées par le pont Franklin Delano Roosevelt. Au sud du pont, une baie peu profonde s'ouvre dans le golfe du Maine après le passage du phare West Quoddy Head. Dans les années 1880, un chenal a été dragué dans les bas-fonds pour faciliter le commerce maritime des ports de Lubec, d'Eastport et de Calais, toutes situées sur le fleuve. Un rapport de 1883 recommandait l'installation d'un feu sur le canal pour faciliter la navigation. Le financement fut autorisé en 1888 et le phare de Lubec fut mis en service en 1890. C'est un phare érigé sur un caisson immergé dans les eaux peu profondes du chenal, à 150 m de la frontière entre le Canada et les États-Unis. Situé sur le côté ouest du canal, il est une aide importante à la navigation sur le fleuve.
Il fut automatisé en 1939. Sa cloche de brouillard d'origine est exposée au Musée de Lubec . En 1985, sa lentille optique de 155 mm fut alimenté à l'énergie solaire. Depuis 2017 il est équipé d'un système optique VLB-44 LED à énergie solaire .
Une campagne "Save the Sparkplug" a sauvé le phare de la démolition en 1989. Une rénovation a été effectuée par la Garde côtière en 1993-1994. En 2001, le phare a été repeint et réparé. En 2007, il a été vendu à un particulier mais reste en activité sous l'autorité de l'US Coast Guard .

## Description
Le phare est composé d'un étage inférieur en béton, comprenant le logement des gardiens sur deux étages, supportant la plateforme. L'autre étage est composé de la tour, avec une balustrade couverte à sa base et un troisième étage plus étroit qui soutient la salle de la lanterne, également entourée d'une galerie et d'une balustrade.
Le phare, en lui-même, est une tour en fonte à claire-voie, avec trois galeries et une lanterne de 12 m de haut. La tour est peinte en blanc et la lanterne est noire. feu isophase Il émet, à une hauteur focale de 16 m, un bref éclat blanc de 0.6 seconde par période de 6 secondes. Sa portée est de 6 milles nautiques (environ 11 km).
Il possède une corne de brume automatique émettant un blast par période de 15 secondes.

## Caractéristiques dufeu maritime
Fréquence : 6 secondes (W)
- Lumière : 0.6 seconde
- Obscurité : 5.4 secondes

Identifiant : ARLHS : USA-459 ; USCG : 1-0860 - Amirauté : H4161 .

### Lien connexe
- Liste des phares du Maine